# Fusion
Un gen fusion este acea muzică ce combină două sau mai multe stiluri. Spre exemplu, rock and roll original s-a dezvoltat ca o fuziune de blues, gospel și country. Caracteristicile principale ale genurilor  fusion sunt variațiile în tempo, ritm, uneori utiizarea unor "călătorii" musicale ce po fi împărțite în părți mai mici, fiecare cu propria dinamică, stil și tempo. Folosit ca termen "fusion" se referă adesea la jazz fusion.

## Caracteristici
Artiștii care lucrează în genurile fusion sunt adesea dificil de a clasifica în cadrul non-fusion stilurilor, în primul rând pentru că cele mai multe genuri au evoluat din alte genuri. Acești artiști, în general, se consideră parte a ambelor genuri. De exemplu, un muzician care interpretează predominant blues influențat de rock este etichetat adesea ca muzician de blues-rock, cum ar fi Stevie Ray Vaughan și Double Trouble. Vaughan, un chitarist de blues din Texas, a utilizat în combinașie rockul și bluesul. Ray Charles, care a ănregistrat gospel și blues cu influențe jazz, a creat ceea ce ulterior va devein cunoscut ca muzica soul. Fuzionînd două genuri, Charles a inițiat stilul  country soul, cel mai bine cunoscut pe albumul său de reper Modern Sounds in Country and Western Music, influențînd eforturi similare ale artiștilor Candi Staton și Solomon Burke. Un alt exemplu de fusion poate fi auzit în muzica Franco-Arabică cu influențe din Orientul Mijlociu a muzicianului Aldo. Muzica Franco-Arabică folosește un amestec de stiluri arabe și occidentale, de la rock la pop, și de la stilurilor Euro la muzică populară. Jie Ma combină instrumente tradiționale chinezești (Pipa și Ruan) și compoziții jazz occidentale.
Muzica fusion ca gen a lărgit definițiile de muzică jazz, rock și pop. Herbie Hancock a fuzionat jazzul, funkul, rockul, și tonuri fine pentru a realiza un sunet nou, mai circular și mai cult pentru formațoa sa. Vezi albumele Head Hunters sau Thrust.   Aceste sunete, în general, au constat dintr-o secțiune standard de ritm: bas, tobe, și, uneori, chitară cu părți stratificate de clape Rhodes, corzi, clavinet, orgă și sintetizatoare. Plus la toate acestea, a fost întrodus și sampling-ul, la fel ca și noile tehnologii, cum ar fi talk box sau vocator. Trupe, cum ar fi Brand-X și Return to Foreverca și muzicieni precum  John Abercrombie și Jack DeJohnette, sunt de asemenea, din această categorie.

## Lista de genuri muzicale care efectuează o fuziune

### Tabelul principalelor genuri fusion
|           | Blues      | Folk       | Funk         | Jazz       | Latino                             | Metal          | Pop        | Punk rock      | Rap          | Rock       | Soul       |
| Blues     |            |            |              | Jazz blues |                                    |                |            | Punk blues     |              | Blues rock | Soul blues |
| Folk      |            |            |              |            |                                    | Folk metal     |            | Punk folk      |              | Folk rock  |            |
| Funk      |            |            |              | Jazz funk  |                                    | Funk metal     |            |                | Gangsta Funk | Funk-rock  |            |
| Jazz      | Jazz blues |            | Jazz funk    |            | Latin-jazz                         |                |            |                | Jazz rap     | Jazz-rock  |            |
| Latino    |            |            |              | Latin-jazz |                                    | Latin metal    | Pop latino |                | Salsaton     | Latin rock | Boogaloo   |
| Metal     |            | Folk metal | Funk metal   |            | Latin metal                        |                | Pop metal  | Metal hardcore | Rapcore      |            |            |
| Pop       |            |            |              |            | Pop latino                         | Pop metal      |            | Pop-punk       | Pop-rap      | Pop rock   |            |
| Punk rock | Punk blues | Punk folk  |              |            | Rock alternatif latino             | Metal hardcore | Pop-punk   |                |              |            |            |
| Rap       |            |            | Gangsta Funk | Jazz rap   |                                    | Rapcore        | Pop-rap    |                |              | Rap-rock   |            |
| Rock      | Blues rock | Folk rock  | Funk-rock    | Jazz-rock  | Rock latino Rock alternatif latino |                | Pop rock   |                | Rap-rock     |            | Soul rock  |
| Soul      | Soul blues |            |              |            | Boogaloo                           |                |            |                | R'n'b        | Soul rock  |            |